# William Cornysh (1430-1502)
William Cornysh, noto anche come William Cornysh il vecchio per differenziarlo dall'altro William Cornysh, (1430 – 1502), è stato un compositore inglese attivo nel XV secolo.

## Biografia
Molto a lungo si è creduto che sia esistito un solo compositore di nome William Cornysh e che egli fosse colui che compose i pezzi contenuti nel manoscritto XX Songes (Londra 1530). Oggi è noto che è esistito anche un altro William Cornysh, probabilmente padre del primo, che scrisse il Magnificat presente nel Libro corale Caius e certamente non attribuibile all'altro Cornysh per motivi di data della sua composizione (a quell'epoca il giovane avrebbe avuto soltanto quindici anni).